# Santiago Rodrìguez
Santiago Enrique Rodrìguez Alonso (Montevideo, Uruguay, 1 de mayo de 1998) es un futbolista uruguayo que juega de delantero y su equipo actual es el Santa Rita de la Serie B de Ecuador.

## Trayectoria
Se formó en las divisiones juveniles del Montevideo Wanderers de Uruguay y luego en la Latina de Italia.
En el 2017 pasa al Anzio Calcio 1924, dónde logra debutar; después es transferido al Abano Calcio.
En julio de 2018 regresa a su país natal para jugar por el Rampla Juniors. Para la siguiente temporada es cedido a préstamo al Viamonte FC de Argentina en el que solo estuvo cuatro meses.
El 24 de julio de 2019 llega al Real Potosí de Bolivia en que jugó tres partidos y no marcó goles.
Para la temporada 2020 es fichado por Santa Rita de la Serie B de Ecuador.

## Selección nacional
Ha sido internacional con la Selección de fútbol de Uruguay en las categorías Sub-17 y Sub-20.

## Clubes
| Club                 | País      | Año         |
| -------------------- | --------- | ----------- |
| Anzio Calcio 1924    | Italia    | 2017        |
| Abano Calcio         | Italia    | 2018        |
| Rampla Juniors       | Uruguay   | 2018 - 2019 |
| Viamonte FC (cedido) | Argentina | 2019        |
| Rampla Juniors       | Uruguay   | 2019        |
| Real Potosí          | Bolivia   | 2019        |
| Santa Rita           | Ecuador   | 2020        |

Actualmente milita en la liga pro en el klub Polonio.